# 永太镇 (永寿县)
永太镇，是中华人民共和国陕西省咸陽市永寿县一个已撤销的乡级行政区，2015年，陕西省民政厅批复同意撤销永太镇，将其所辖行政区域划归渠子镇。